# Кызылкурт
Кызылкурт (каз. қызылқұрт) — алшынский род, являющийся одним из двенадцати подразделений тюркского племени байулы. Род делится на подроды емирей, олжашы, ерши, субе.

## Этноним
Название «кызылкурт» означает «красный волк». 

## История
Род кызылкурт не фигурирует ни в одном из ранних источников. Нет его и в списках родов Младшего жуза, составленных М. Тевкелевым и чиновником Оренбургской пограничной комиссии Ларионовым. Впервые род кызылкурт встречается в данных А. Левшина. В шежире М. Тынышбаева объединение состоит из трех подразделении: емирей, олжашы, ерши, но по данным Бламберга имеется четвертое подразделение суба (саба).
Байулы наряду с алимулы представляют собой одно из двух крупных родоплеменных групп в составе алшынов. Рядом авторов аргументирована точка зрения о тождестве алшынов и алчи-татар, живших в Монголии до XIII в. Согласно шежире, приводимому Ж. М. Сабитовым, все алшынские роды в составе байулы и алимулы происходят от Алау из племени алшын, жившего в XIV в. во времена Золотоордынского хана Джанибека.
Судя по гаплогруппе C2-M48, выявленной в том числе и у кызылкурт, прямой предок алшынов по мужской линии происходит родом с Восточной Азии (близка калмыкам и найманам рода сарыжомарт), но не является близким нирун-монголам (субклад С2-starcluster). Генетически племенам алимулы и байулы из народов Центральной Азии наиболее близки баяты, проживающие в аймаке Увс на северо-западе Монголии.

## География расселения
Представители рода Кызылкурт проживают в Западно-Казахстанской и Атырауских областях, а также в Астраханской области Российской Федерации.

## Численность
До революции 1917 года численность населения рода составляла 40 тысяч человек.

## Подразделения
Род делится на подроды Емирей, Олжашы, Ерши, Сүбе, Мырза.

## Известные представители
- Курмангазы Сагырбайулы (1818—1896) — известный казахский народный музыкант, композитор, домбрист, автор кюев (пьес для домбры).
- Ескендир Хасангалиев (1940) — известный казахский композитор-песенник, певец (лирический баритон), народный артист Казахской ССР (1984).